# Poecilopharis minuta
Poecilopharis minuta är en skalbaggsart som beskrevs av Moser 1901. Poecilopharis minuta ingår i släktet Poecilopharis och familjen Cetoniidae. Inga underarter finns listade i Catalogue of Life.